# ヘルマン・フォン・ザルム
ヘルマン・フォン・ザルム（Hermann von Salm）またはヘルマン・フォン・ルクセンブルク（Hermann von Luxemburg, 1035年ごろ - 1088年9月28日）は、ザルム伯（在位：1059年 - 1088年）。ザルム家の始祖。ハインリヒ4世の対立王としてローマ王に選ばれた（在位：1081年 - 1088年）。

## 生涯
ヘルマンはルクセンブルク伯ギゼルベルトの次男で、ルクセンブルクは兄コンラート1世が相続している。
ローマ教皇グレゴリウス7世とハインリヒ4世の間の主要な問題は、司教の任命についてであった。司教が亡くなった場合、皇帝が教会の資格に基づいて新しい司教を任命するのが慣習であった。しかし、ハインリヒ4世は政治的な理由で司教を任命していたため、グレゴリウス7世は激怒し、皇帝による叙階の任命を禁止した。
10世紀以降、神聖ローマ帝国の君主はローマ王に選出され、教皇によって神聖ローマ皇帝として戴冠されることとなっていた。しかし、ハインリヒ4世は教皇はローマ王に服従すべきだとしていたため、教皇グレゴリウス7世はハインリヒ4世を破門し、皇帝にふさわしくないと宣言した。このため、教会はハインリヒ4世から離反し、対立王を支持した（叙任権闘争）。
ハインリヒ4世のカノッサの屈辱を受け、数人の君主がフォルヒハイムで会談を行い、1077年にシュヴァーベン大公ルドルフ・フォン・ラインフェルデンを対立王に選出した。
ハインリヒ4世がローマでの戴冠式を強行するためにイタリアに目を向けている間、追放されたバイエルン公ヴェルフ1世に率いられたザクセンとシュヴァーベンの貴族は、1081年8月6日にフランケンのオクセンフルトでルドルフ・フォン・ラインフェルデンに代わる対立王としてヘルマンを選出した。まもなくホーエンシュタウフェン家のシュヴァーベン大公フリードリヒ1世と武力衝突したが、12月26日にゴスラーでマインツ大司教ジークフリートからローマ王として戴冠された。
教皇グレゴリウス7世にとって残念なことに、ヘルマンはルドルフほど強力な指導者ではなかったため、ハインリヒ4世の勢力が拡大した。ハインリヒ4世は1084年に対立教皇クレメンス3世により皇帝として戴冠され、ヘルマンは難しい立場に置かれた。ヘルマンはザクセンの貴族から幅広い支持を得たが、ドナウ川のほとりに軍隊を集め、アルプスを越えてイタリアに進軍するという計画は、家臣オットー・フォン・ノルトハイムの死により不可能となった。1085年にハインリヒ4世が大軍を率いてザクセンに侵入し、ヘルマンはデンマークに逃亡した。
この後ヘルマンに何が起こったのかは、教皇グレゴリウス7世のもとで対立王であったこと以外ほとんど知られていない。マイセン辺境伯エクベルト2世の反乱の間に、ヘルマンはドイツに戻った。そして再びヴェルフ1世と同盟を結び、1086年にマイン川のプライヒフェルトの戦いで皇帝を破り、ヴュルツブルクを占領した。 しかし、勝利の直後、ヘルマンはエクベルト2世が皇帝ハインリヒ4世と和解し、同盟を結んでいたハルバーシュタット司教ブルヒャルト2世に殺害に直面することになる。ヘルマンは教皇の駒であることに辟易とし、家領に戻った。ローマ共治王コンラート（3世）はヘルマンの死後に統治を開始した。ヘルマンは1088年にコッヘム城の近くにおいて、親族のライン宮中伯ハインリヒ2世との小競り合いで死去し、大規模なザクセンの反乱は終結した。

## 子女
フォルムバッハ伯メギンハルト5世の娘ゾフィーと結婚し、以下の子女をもうけた。
- オットー1世（1080年頃 - 1150年） - ザルム伯。フリースラント辺境伯ハインリヒ・フォン・ノルトハイムの娘でライン宮中伯ジークフリート1世の未亡人ゲルトルートと結婚し、ライン宮中伯となった。
- ヘルマン2世（1085年 - 1135年）